# Neomeniidae
De Neomeniidae is een familie van weekdieren uit de orde Neomeniamorpha.

## Geslachten
- Neomenia Tullberg, 1875